# 소티
소티(Sotie)는 전통적인 어릿광대의 옷을 입은 배우가 연기하는 풍자적인 시사 희극이다. 기적극이나 도덕극의 개막 전에 상연되었다.
소티는 15세기와 16세기 프랑스에서 흔히 볼 수 있었던 짧은 풍자극이다. 소티라는 단어는 극중 캐릭터로 등장한 "바보"라는 뜻의 sot에서 유래되었다. 연극에서 이 바보들은 현대의 사건과 개인에 대해 관찰하고 생각을 교환했다. 때로는 퍼레이드라고도 불리는 짧은 연극은 줄거리가 전혀 필요하지 않으며 단순히 분리된 대화에만 의존한다. 이 장르는 만우절(Feast of Fools) 및 기타 카니발 관련 축제에서 유래되었다. 이 사건의 목적은 뒤집힌 세상을 제시하는 것이었고, 이 경우에는 바보들을 지혜의 원천으로 삼는 것이었다. 바보들은 회색 옷을 입고 당나귀 귀가 달린 후드를 쓰고 있었다.
소티를 희극이나 도덕극과 별개의 장르로 간주해야 하는지에 대한 학문적 논쟁이 있지만, 소티에는 특정한 독특한 특성이 있다. 희극의 등장인물은 고유한 이름을 가진 고유한 개인인 반면, 소티에의 등장인물은 순수한 우화였다. 캐릭터의 이름은 "First Fool", "Second Fool" 또는 "Everyman", "Pilgrim" 등이었다. 때로는 "Mother Fool"(Mère Sotte)이라는 바보들의 리더가 있었다. 이러한 우화적인 주인공은 도덕극에서도 흔히 볼 수 있지만, 이 장르와는 달리 소티에는 주로 오락을 목적으로 했다. 연극은 또한 매우 복잡한 운율 체계와 정교한 운문 구조를 가지고 있었다.
가장 잘 알려진 소티에스 극작가는 피에르 그랭구아르이다.